# The Mysterious Pearl

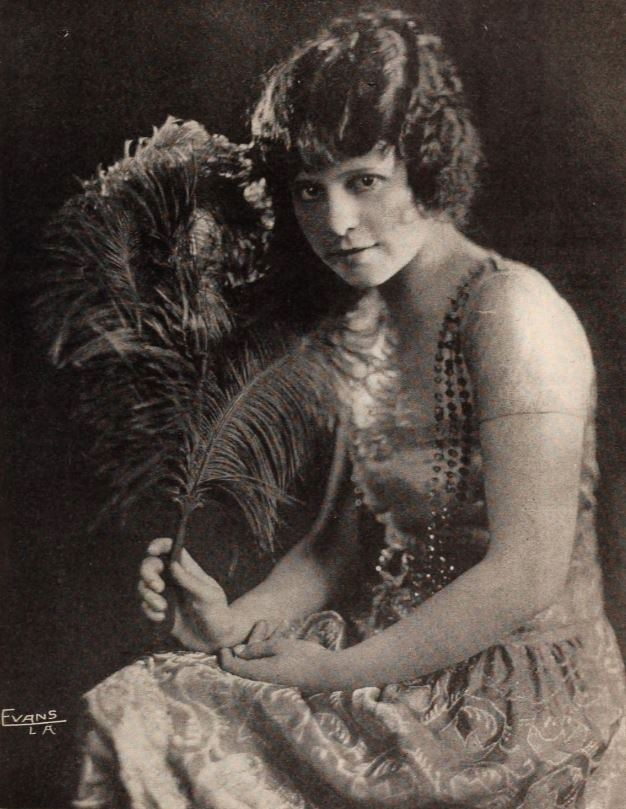
Neva Gerber, atriz do seriado

The Mysterious Pearl é um seriado estadunidense de 1921, gênero ação, dirigido por Ben F. Wilson, em 15 capítulos, estrelado por Ben F. Wilson, Neva Gerber e Joseph W. Girard. Foi produzido pela Berwilla Film Corporation (então creditada como Photoplay Serial Company), e distribuído pela Arrow Film Corporation, e veiculou nos cinemas estadunidenses a partir de 29 de novembro de 1921.
Este seriado é considerado perdido.

## Elenco
- Ben F. Wilson	 ...	Scott Mallory (creditado Ben Wilson)
- Neva Gerber	 ...	Ariel / Pérola
- Joseph W. Girard	 ...	Paul Kozloff
- William A. Carroll	 ...	Victor Durand
- Ashton Dearholt	 ...	Topper Lacey
- Charles King
- Duke Worne
- Charles Mason		 (creditado Charles E. Mason)

## Capítulos
1. The Pearl Web
2. The Brass Spectre
3. The Hand in the Fog
4. Four Black Pennies
5. Through the Door
6. The Bride of Hate
7. The Getaway
8. Broken Fetters
9. Leering Faces
10. The Graven Image
11. The Phantom Husband
12. The Door Between
13. The Living Death
14. The Sting of the Lash
15. The Pearl